# مارسلینو بولیوار
مارسلینو بولیوار (انگلیسی: Marcelino Bolívar؛ زادهٔ ۱۴ ژوئیه ۱۹۶۴) ورزشکار بوکس اهل ونزوئلا است.
وی در مسابقات کشوری و بین‌المللی در مجموع برندهٔ ۲ مدال برنز شده‌است.